# Mametz (Pas-de-Calais)
Mametz is een gemeente in het Franse departement Pas-de-Calais (regio Hauts-de-France). De gemeente maakt deel uit van het arrondissement Sint-Omaars. Mametz telde op 1 januari 2022 1.985 inwoners.

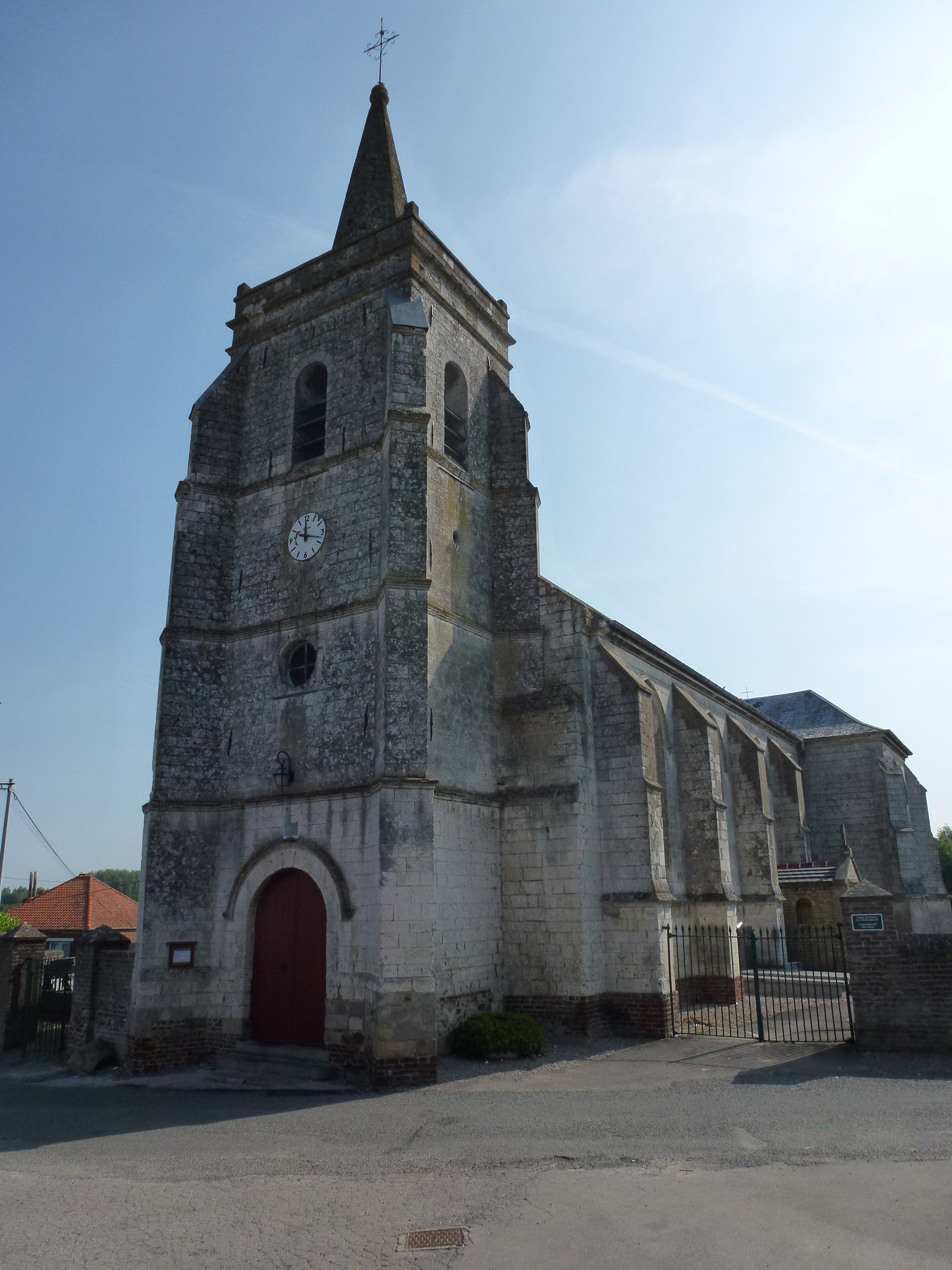
Église Saint-Vaast

## Geschiedenis
Een oude vermelding van de plaats dateert uit de 11de eeuw als Mammés.
Op het eind van het ancien régime werd Mametz een gemeente. In 1822 werden de buurgemeenten Crecques (384 inwoners in 1821) en Marthes (291 inwoners in 1821) opgeheven en aangehecht bij Mametz (569 inwoners in 1821).

## Geografie
De oppervlakte van Mametz bedroeg op 1 januari 2022 9,53 vierkante kilometer; de bevolkingsdichtheid was toen 208,3 inwoners per km². Op de noordgrens van Mametz stroomt de Leie. Naast Mametz zelf ligt in het westen van de gemeente nog het dorp Crecques en in het zuiden het dorp Marthes.

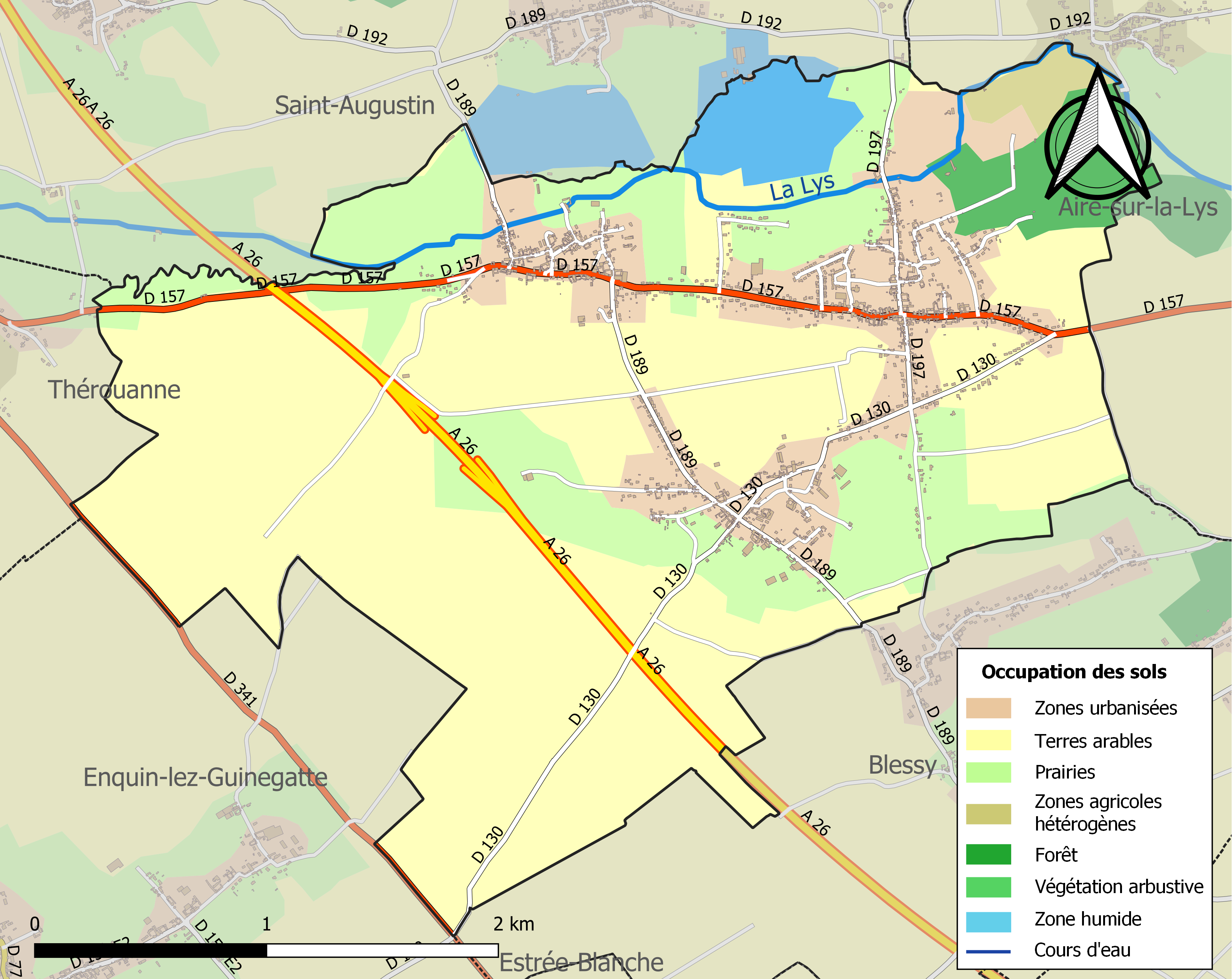
Kaart van de gemeente met belangrijkste infrastructuur, bodemgebruik en omliggende gemeenten

## Bezienswaardigheden
- De Sint-Vaastkerk (Église Saint-Vaast)
- Op het Kerkhof van Mametz bevindt zich een Brits oorlogsgraf uit de Eerste Wereldoorlog.
- De Moulin de Mametz, een watermolen op de Leie

## Demografie
Onderstaande figuur toont het verloop van het inwonertal (bron: INSEE-tellingen).